# Souvigné (Deux-Sèvres)
Souvigné é uma comuna francesa na região administrativa da Nova Aquitânia, no departamento de Deux-Sèvres. Estende-se por uma área de 26,41 km². Em 2010 a comuna tinha 915 habitantes (densidade: 34,6 hab./km²).